# Nyborg
Nyborg es una ciudad del centro de Dinamarca, situada en la isla de Fionia, que cuenta con una población de 16.454 habitantes en 2013. Es la capital y mayor localidad del municipio de Nyborg.
La ciudad se localiza en la costa occidental del Gran Belt y su historia ha estado ligada al cruce de ese estrecho. Nyborg fue también una de las más importantes ciudades fortificadas de Dinamarca hasta el siglo XIX y su castillo es uno de los más antiguos de los países nórdicos. A principios del siglo XXI, la ciudad se mueve entre la industria y el sector servicios.

## Historia
El castillo de Nyborg, cuyo nombre significa "castillo nuevo", es mencionado en la historia desde 1193. A su alrededor creció la población del mismo nombre, que obtuvo sus primeros privilegios como ciudad comercial (købstad) a principios del siglo XIII de manos de Valdemar II. Debido a su ubicación central en el país, su buen puerto y su imponente castillo, Nyborg sirvió de sede a la Danehof (especie de parlamento y tribunal nacional) y de residencia real hasta 1413. El castillo y la ruta de transbordadores que atravesaba el Gran Belt hasta Korsør tuvieron un papel fundamental en la vida de la ciudad.
Nyborg creció en importancia y población en los siglos XVI y XVII. En 1560 se estableció en la ciudad la aduana para los barcos que atravesaban el Gran Belt en su paso entre el Mar del Norte y el Báltico, una ruta alternativa al Øresund. En la misma época la ruta Nyborg-Korsør cobró mayor relevancia y Nyborg servía de puerto de salida para gran parte de la producción de cereales de Fionia. Además, la ciudad fue un destacado sitio en la defensa de Dinamarca y fue fortificada con murallas y fosos.
La era de grandeza de Nyborg terminó durante la guerra contra Suecia de 1658-1660, cuando la ciudad y su castillo fueron dañados con severidad. Si bien las murallas fueron reconstruidas, Nyborg tardaría más de 150 años para empezar a recuperarse. En 1797 un incendio devastó la mitad de la ciudad.
El siglo XIX fue un período de renacimiento. En la segunda mitad se construyó un nuevo puerto, se inauguró la conexión ferroviaria con Odense y la ruta del Gran Belt se modernizó con transbordadores a vapor. Todo ello mejoró la economía de Nyborg a pesar de la abolición del peaje en los estrechos en 1857. En 1859 se desmantelaron las murallas y en su lugar se construyeron zonas residenciales. A finales del siglo el comercio y al industria estaban en auge. Entre las principales industrias se encontraban una fundidora de hierro y una fábrica de tabaco.
A pesar de la cercanía de Odense, ciudad que acaparaba la mayor parte del comercio en Fionia, Nyborg creció constantemente en el siglo XX, gracias a su importante puerto —ampliado varias veces— que le permitía comerciar con el exterior y sobre todo dar servicio a la creciente demanda de transbordadores, que incluía vehículos y trenes. En 1919 se estableció la compañía Dansk Esso, que llegó a ser la mayor productora de gasolina de los países nórdicos. Para 1950, una cuarta parte de la población económicamente activa se ocupaba en el transporte, una cifra alta en relación con la media nacional. Con la inauguración del puente del Gran Belt a finales de la década de 1990 se canceló definitivamente el servicio de transbordadores, pero el puerto ha continuado funcionando para el transporte de carga. Nyborg es capital municipal desde 1970, pero en 2007 el territorio municipal fue expandido de manera considerable, por lo que ha crecido la población empleada en la administración.